# Wheeler McMillen
Wheeler McMillen (* 27. Januar 1893 nahe Ada; † 4. März 1992 in Leesburg) war ein US-amerikanischer landwirtschaftlicher Journalist.

## Leben
Wheeler McMillen wuchs auf der Familienfarm im Süden von Ada auf und besuchte die Ohio Northern University.
Nach einigen Jahren als Zeitungsreporter und Redakteur ging er im Jahr 1922 nach New York, wo er Mitherausgeber des Country Home Magazine wurde. Er gelangte zu der Überzeugung, dass das größte Problem der Farmer der niedrige Preis der Feldfrüchte infolge der Überproduktion sei, welche wiederum von der Mechanisierung, chemischem Dünger und Insektiziden herrührte. Im Jahr 1929, unmittelbar vor der Großen Depression veröffentlichte er Too Many Farmers. (1890 arbeiteten noch 42,3 % der Amerikaner als Farmer, 1970 noch 4,8 %)
Im Jahr 1935 tat er sich mit Henry Ford zusammen. Gemeinsam gründeten sie 1936 das National Farm Chemurgic Council.
Im Jahr 1939 wurde er Chefredakteur des Farm Journal. Nachdem er 1955 zurückgetreten war, war er für weitere acht Jahre Vizepräsident. Neben seiner Tätigkeit als Journalist hatte er eine Farm in Hopewell und war auch mehrfach in beratender Form für die Regierung tätig. Er war zudem Vizepräsident im Nationalen Leitungsgremium der Boy Scouts of America.
Er hinterließ einen Sohn.

## Werke
- Too Many Farmers. William Morrow & Company, 1929
- Aufsatz The face of the earth. In Environment, the university, (and) the welfare of man. Philadelphia, Lippincott, 1969, S. 17–33
- The Farmer. Washington: Potomac Books, 1966
- Feeding Multitudes: A History of What Made America Rich.  Interstate Printers and Publishers Inc, 1981
- Ohio Farm. Ohio St Univ Press, 1997
- Weekly on the Wabash. Southern Illinois Univ Pr (Tx), 1969

- New riches from the soil. D. Van Nostrand Co., inc., 1946
- The green frontier. Putnam, 1969
- Land of plenty von Wheeler McMillen. Holt, Rinehart and Winston, 1961
- Why the United States is rich. Caxton Printers, 1963
- Possums, politicians and people. Countryside Press, 1964
- Harvest von Wheeler McMillen. Appleton-Century, 1964
- Bugs or people?. Appleton-Century, 1965
- Fifty useful Americans. Putnam, 1966
- The power of agriculture. The American tariff league, 1944
- The farming fever. D. Appleton and company, 1924
- The young collector. D. Appleton, 1928